# Das Wunder von Mâcon
Das Wunder von Mâcon (Originaltitel: The Baby of Mâcon) ist ein Film von Peter Greenaway (Drehbuch und Regie), in den Hauptrollen spielen Julia Ormond, Ralph Fiennes und Philip Stone. Der Film kam Ende 1993 in die Kinos und ist aufgrund seiner eigenwilligen Behandlung einer religiösen Thematik und seiner Gewaltdarstellungen einer der besonders kontrovers diskutierten Filme des englischen Regisseurs. Allgemein war er bei der Kritik in Verruf und kam beispielsweise in den USA kaum in den Verleih. Von einigen Kritikern wurde Das Wunder von Mâcon als die verstörendste Arbeit Peter Greenaways befunden.

## Handlung
Der Film spielt im 17. Jahrhundert in einer durch Krankheit und Unfruchtbarkeit gezeichneten Stadt, bei welcher es sich wohl um das burgundische Mâcon handelt. In der Stadt wird von einer alten, hässlichen Frau ein außergewöhnlich schönes Kind geboren, von den Bewohnern als Wunder begrüßt. Die 18 Jahre alte Schwester des Kindes nimmt das Kind an sich und gibt es als ihr eigenes aus, welches sie als Jungfrau geboren haben will. Sie versteckt ihre Mutter und nutzt ihren Bruder zur Erlangung von Reichtum: die verzweifelten Bewohner von Mâcon bezahlen hohe Preise für den Segen des als wundertätig anerkannten Babys, von dem sie sich Fruchtbarkeit und Wohlstand erhoffen.
Die Vertreter der katholischen Kirche sind zugleich misstrauisch und neidisch auf den Erfolg. Der Sohn des Bischofs, ein Anhänger der Wissenschaft, zweifelt an der Behauptung der Tochter. Sie versucht ihn von ihrer Jungfräulichkeit zu überzeugen, indem sie ihm diese anbietet. Bevor es allerdings zur Verführung kommen kann, bewirkt das Kind tatsächlich ein Wunder und bringt eine Kuh dazu, den Sohn zu töten. Der Bischof kommt hinzu und beschuldigt die Tochter der Verantwortung für den Tod seines Sohnes.
Er übernimmt die Vormundschaft für das Kind und so wird dieses im Folgenden weit schlimmer durch die Kirche und die Gläubigen ausgebeutet. Als Reaktion darauf erstickt die Tochter heimlich ihren kleinen Bruder. Der Bischof verurteilt sie zum Tode, aber aufgrund ihrer Jungfräulichkeit darf das Urteil nicht vollstreckt werden. So wird die Tochter der Miliz zugeführt, um nach einer brutalen Massenvergewaltigung exekutionsfähig zu sein und stirbt dabei. Die Gläubigen zerstückeln in einem religiösen Rausch den aufgebahrten Leichnam des Kindes und bemächtigen sich seiner Körperteile als Reliquien. Zur Strafe überkommen erneut Hunger und Elend die Stadt Mâcon.

## Interpretationen
Das Wunder von Mâcon ist keine mimetisch erzählte Verfilmung einer Legende, sondern der Film spielt mit der Erzeugung und Zerstörung theatraler und filmischer Illusionen: die beschriebene Legende wird als Theaterstück gespielt. Es ist nicht nur die Bühne zu sehen, sondern auch das Publikum und die Bereiche hinter den Kulissen. Die Zuschauer des Theaterstückes mischen sich in die Handlung ein und werden Teil von ihr. Am Ende des aufgeführten Stückes verbeugen sich nicht nur die Schauspieler auf der Bühne, sondern auch das Theaterpublikum in Richtung des Kinozuschauers.
Cosimo III. de’ Medici (Jonathan Lacey), ein junger und naiver Edelmann und Ehrengast der Theatervorstellung, ist die einzige nicht rein fiktive Figur des Films. Er übertritt die Grenze zwischen Zuschauerraum, Bühne und Handlung des Stückes. In besonders drastischer Weise verknüpft die zehnminütige Vergewaltigungsszene die Erzählebenen und lässt die Grenzen zwischen Realität und Fiktion verschwimmen. Neben dem Spiel mit Illusion und Wirklichkeit und den Gegebenheiten des Theaters behandelt der Film noch weitere Themen wie etwa den Missbrauch von Macht und die Ausbeutung eines Kindes.

## Rezeption
Der Film wurde 1993 in Cannes außerhalb des Festivals gezeigt.

## Kritik
Ulrich Greiner von der Zeit nennt den Film „ein Weihnachtsmärchen der finstersten Art, eine Orgie aus Mord und Musik, aus Wollust und Schrecken.“ Dabei komme es Greenaway bei seinen „abgefeimtesten“ Einfällen nie auf simplen Horror an: „die Botschaft dieses blasphemischen, berserkerhaften Blicks auf die christliche Erzählung von der Geburt Jesu liegt klar auf der Hand“. Der Film sei eine Provokation, der Schrecken, den er erzeuge, bleibe ohne Geheimnis, lasse den Zuschauer daher kalt: „So ist Greenaways Weihnachtsmärchen nur noch eine Sensation, die Nerven und Gemüt des Zuschauers attackiert mit einem wahrhaften Inferno zusammengelesener Barockmusik, mit zahllosen Massenszenen, die die Kamera vor und zurück und dann wieder in Parallelfahrten nach rechts und nach links aufblättert wie die Seiten einer ledergebundenen Schwarte.“